# Przejście graniczne Gryfino-Mescherin
Przejście graniczne Gryfino-Mescherin – istniejące w latach 1996–2007 polsko-niemieckie przejście graniczne małego ruchu granicznego, a od 1 maja 2004 drogowe, położone w województwie zachodniopomorskim, w powiecie gryfińskim w gminie Gryfino, w miejscowości Gryfino.

## Opis
Przejście graniczne Gryfino-Mescherin z miejscem odprawy granicznej po stronie polskiej w miejscowości Gryfino zostało uruchomione 2 stycznia 1996. Czynne było przez całą dobę. Dopuszczone było przekraczanie granicy dla ruchu osobowego: piesi, rowerzyści i od 1 maja 2004 samochody osobowe. W przejściu granicznym mrg odprawę graniczną i celną wykonywały organy Straży Granicznej. Kontrolę graniczną i celną osób, towarów oraz środków transportu wykonywała kolejno: Graniczna Placówka Kontrolna Straży Granicznej w Krajniku Dolnym, Placówka Straży Granicznej w Gryfinie. Obie miejscowości łączył most na Odrze Zachodniej. Do przejścia granicznego po stronie polskiej prowadziła droga wojewódzka nr 120, a po stronie niemieckiej droga krajowa 113.
21 grudnia 2007 na mocy układu z Schengen przejście zostało zlikwidowane.

### Dane statystyczne
W ciągu 10 miesięcy 1996 w przejściu granicznym odprawiono 21 tys. osób. Znaczną część stanowili ob. RP (Taką ilość przekraczających granicę osób w większości stanowiła polska młodzież ucząca się w liceum po stronie niemieckiej). W roku 2006 dziennie przekraczało średnio ok. 1 tys. osób i 500 samochodów. W roku 2010 średni dobowy ruch samochodów osobowych na byłym przejściu granicznym wynosił już 2151.